# Piret Järvis
Piret Järvis-Milder (Tallinn, 1984. február 6. –) észt televíziós személyiség, korábban a Vanilla Ninja nevű észt lányzenekar alapító tagja, gitárosa és énekese.

## Családja
Egert Milderrel 2013-ban ismerkedtek meg, 2017-ben házasodtak össze Tbilisziben, és 2020 augusztusában született meg lányuk, Milli.